# Ras Ajdir
Koordinaten: 33° 9′ N, 11° 34′ O
Ras Ajdir (arabisch رأس جدير, DMG Raʾs Ǧadīr, auch Ra's al-Dschadir) ist ein tunesischer Ort an der Mittelmeerküste und an der Grenze zu Libyen. Der Ort ist umgeben von Wüste. Die nächste Stadt auf libyscher Seite ist das 60 Kilometer entfernte Zuwara.

## Infrastruktur
Ras Ajdir ist der Haupt-Grenzübergang nach Libyen und Ausgangspunkt der Litoranea Libica (Via Balbia). Im Ort befinden sich ein Kulturzentrum, ein Jugendzentrum, ein Sportpalast und mehrere Schulen. Der Bau der geplanten Bahnstrecke Ras Ajdir–Sirt, die künftig an die tunesische Bahnlinie bei Gabès bzw. Sfax anschließen soll, ist infolge des Bürgerkriegs in Libyen seit 2011 unterbrochen.

## Geschichte
Ras Ajdir war während des Bürgerkriegs in Libyen 2011 eine wichtige Sammelstelle für fliehende ägyptische Gastarbeiter aus Libyen. Allein am 27. Februar 2011 trafen 12.000 Flüchtlinge ein. Gleichzeitig verließen Gastmitarbeiter aus Asien (Bangladesh) und Subsahara-Afrika wegen der unklaren politischen Verhältnisse Libyen. Der tunesische Rote Halbmond versuchte das entstandene Flüchtlingslager mit dem Notwendigsten, wie Wasser, Nahrungsmittel und Zelten, zu versorgen.